# Alain Forand
Pour les articles homonymes, voir Forand.
Major-général Joseph Robert Alain Pierre (Alain) Forand, CMM, ÉC, CSM, CD, né le 27 janvier 1944 à Farnham, est un officier d'infanterie canadien et fut le colonel du Royal 22e Régiment.

## Biographie
Alain Forand est né à Farnham, Québec, Canada le 27 janvier 1944. Il est marié à Pierrette Langlois et il est père de deux garçons, Jean Guillaume et Marc Antoine.

### Carrière militaire
En 1967, le Major-général Alain Forand s'est enrôlé dans l'Armée canadienne comme officier d'infanterie au sein du Royal 22e Régiment (R22eR). Depuis, il a servi dans tous les bataillons du régiment, au Canada et en Allemagne, ainsi qu'au Régiment aéroporté du Canada. Il a commandé le 3e Bataillon du R22eR, le 5e Groupe-Brigade Mécanisé du Canada et le Secteur du Québec de la Force terrestre. Il accomplit diverses affectations : ADC du Commandant de l'Armée, Chef Instructeur École d'Infanterie, Instructeur au Collège d'État-major de l'Armée de Kingston, responsable de l'entraînement de l'Armée ainsi que trois stages au QGDN à Ottawa, au niveau de Colonel et Brigadier-général, responsable des plans et opérations. Il a participé à 3 missions des Nations unies : UNFICYP (2), MINURSO (2), UNPROFOR.
Parmi les faits marquants de sa carrière, il convient de signaler qu'il a servi à Chypre, en 1974, avec le Régiment aéroporté du Canada au moment de l'invasion turque. Il s'est vu décerner l'Étoile du Courage pour ses actions hors du commun sous le feu ennemi.
En 1991, il assume le poste d'Officier supérieur de liaison auprès du groupe de belligérants "POLISARIO" et, par la suite, il devient le Commandant adjoint pour la mission du Référendum des Nations Unies au Sahara occidental. En 1993, il se voit confier le commandement des 5 000 soldats du 5e Groupe-Brigade Mécanisé du Canada et de la Base des Forces canadiennes Valcartier. Durant cette période, il a la responsabilité de l'entraînement de plus de 4 000 soldats qui ont été déployés pour des missions onusiennes.
En 1995, il est Commandant du Secteur Sud des Nations Unies en Croatie, lorsque l'armée croate s'est rendue maître de la république serbo-croate séparatiste. Il s'y distingue, malgré les menaces et contraintes des autorités croates, en assurant la sécurité de 1 200 serbes s'étant réfugiés dans son camp. À son retour au Canada, il reçoit la Croix du service méritoire pour ses exploits en Croatie.
De 1996 à 1998, il est le Commandant du Secteur Québec de la Force terrestre à Montréal. Ce commandement est marqué par l'inondation au Saguenay et la célèbre crise du verglas de 1998  où il dirige avec succès les activités de plus de 12 000 soldats et collabore étroitement avec les autorités politiques, civiles et policières pour résoudre rapidement cette crise,. De 1998 à 2000, le Major-général Forand est le Directeur exécutif du Groupe de planification nationale de contingence pour l'A2K.
En 1997, le Major-général Forand est nommé commandeur de l'Ordre du mérite militaire et en 1999, il est admis au sein de l'Ordre de Saint Jean.

### Retraite
Major-général Forand prend sa retraite des Forces canadienne en août 2000 après 33 années de service.
Il est membre du conseil d'administration d'Hydro-Québec de 2000 à 2004. Il est le colonel commandant de l'infanterie canadienne d'août 2001 à octobre 2004 et le colonel honoraire de la 4e Compagnie de Renseignement-SQFT et le Lieutenant-colonel Honoraire 4e R22eR jusqu'à l'été 2009. Il est membre du conseil d'administration du Corps des Commissionnaires de la Région de Montréal et membre du conseil d'administration d'Interloge. Il agit en tant que consultant sénior auprès de Rheinmetall Defence Canada et mentor au Collège des Forces Canadiennes (CFC) de Toronto. Il devient le 14e Colonel du Royal 22e Régiment le 26 juin 2009.
Major-général Forand est le président honoraire de la succursale Major-Général Alain R. Forand de l'Association canadienne des Vétérans des Forces de paix des Nations Unies (ACVFPNU) depuis sa fondation en 1988 à Chambly au Québec.
En 2012, le Major-général reçoit sa 3e barrette de la décoration des Forces canadienne pour ses 42 années de service ainsi que la médaille du jubilé de diamant de la Reine.
Le 15 septembre 2012, lors de la Journée des Townshippers à Farnham, un défilé du Royal 22e Régiment est organisé, et le Droit de cité est renouvelé par la Ville. À cette occasion, le parc situé en face de l'église Saint-Romuald est renommé en l'honneur du major-général Forand, en reconnaissance de sa carrière militaire et de ses origines farnhamiennes,,.
En mars 2014, le Major-général Forand a participé à Chypre à une cérémonie commémorative du 50e anniversaire de la mission canadienne de maintien de la paix du Canada à Chypre accompagné d'une délégation de vétéran de la mission UNFICYP et du ministre des anciens combattants du Canada, M. Julian Fantino.
Puisque 2014 est l'année anniversaire du Royal 22e Régiment, le Major-général Forand se dévoue à représenter le Régiment dans toutes les activités du 100e anniversaire au programme. Le 14 mai 2014, le Major-général Forand a mené une délégation du Régiment au Vatican afin de faire bénir les drapeaux Régimentaire auprès du Pape François à Rome. Après coup, il a mené le Régiment au Palais de Buckingham où le Royal 22e Régiment a effectué la relève de la garde tout en travaillant dans sa langue maternelle.
Le 15 juin 2015, le Mgén Forand passa le rôle de Colonel du Régiment au Lgén Richard Évraire à la Citadelle de Québec.

## Distinctions

### Étoile du courage
Le 23 juillet 1974, au cours de la guerre de Chypre, une patrouille canadienne qui conduisait un groupe de combattants à l'extérieur d'une zone contrôlée par les Nations unies, s'est trouvée prise sous le feu. Quelques soldats furent tués parmi les combattants, d'autres blessés, et l'officier canadien qui commandait la patrouille fut aussi blessé. L'un de ses hommes qui avait commencé à lui donner les premiers soins fut également atteint. Au fond d'un ravin, les victimes se trouvaient exposées au tir continu d'armes automatiques. Arrivé sur les lieux, le capitaine Alain Forand se fit couvrir et, au mépris complet de sa propre sécurité, il rampa sur le sol, à découvert, pour aider les deux blessés. Il parvint, seul, à remonter l'officier blessé sur le bord du ravin où d'autres l'aidèrent à le transporter hors de la zone dangereuse. Le capitaine Forand dirigea ensuite le sauvetage du soldat blessé.

### Croix du service méritoire
De juillet à octobre 1995, le brigadier-général Forand était le commandant du secteur sud auprès de l'Opération des Nations unies pour le rétablissement de la confiance en Croatie (ONURC), en Krajina contrôlée par les Serbes. Au cours de l'opération «Storm», qui a débuté le 4 août 1995, il s'est distingué par ses qualités de chef et a fait preuve d'un courage et d'une détermination exceptionnels. Grâce à ses actions, d'innombrables soldats du maintien de la paix et plus de 700 réfugiés serbes ont été épargnés.

### Sources
- « Biographie à titre d'ancien Colonel du R22eR »
- « Documentaire Radio-Canada - Chypre, l'éternelle mission - Avril 1974 »
- « Documentaire Radio-Canada - Chypre en 1964 »
- « Documentary »
- « CBC July 21st 2003 - Croatian atrocities being forgotten: Cdn. officers »
- « Cérémonie d'Hommage aux Soldats Canadiens, Monument franco-canadien, Montréal »
- « Association du Régiment Aéroporté du Canda - Décorations pour la Bravoure »
- « Les Vétérans - La carrière du Mgén A.R. Forand - 2011 »
- « Radio-Canada - Tout le monde en parlait - Les soldats de la paix - 28 mai 2013 »

### Articles
- « Journal de l'armée du Canada - 2001 - MGén Alain Forand:  Je suis fier d'être militaire »
- « Farnham rend hommage au major général Alain Forand »
- « Lorsque l'éthique et la légalité s'affrontent » en 2011 sur la Revue militaire canadienne
- « Journal Servir 2011 - Le Major-général Forand honoré à Farnham »
- « Journal ADSUM - Verglas 10 ans »
- « PEACEKEEPING AND PEACEMAKING MINUTES - Major General Alain R. Forand, peacekeeper extraordinaire »
- « Association de l'infanterie du Canada - Les fantassins canadiens - ce qu’ils sont vraiment…Les meilleurs! »
- « Les dilemmes éthiques des commandants en missions multinationales »
- « Cap-aux-diamants - La revue d'histoire du Québec - Les Canadiens français et le maintien de la paix »
- « CMRSJ - 2011 - Conférence sur l'art d'être soldat-diplomate »
- « Inter-loge express - 2010 - Un soldat de la paix » [PDF]
- « Journal la feuille d'érable - 2010 - Des souvenirs de Chypre »
- « Summer of '74 a dark time for our peacekeepers »
- « Canadians to testify against Croatian officers »
- « Lest we forget the cost of peacekeeping »
- « War Crimes Panel Finds Croat Troops 'Cleansed' the Serbs »
- « Truth lies buried in Balkan hell holes »